# Estado paranoide alcohólico
Es un trastorno inducido por el alcohol, también llamado paranoia alcohólica. Criterio CIE-10.5, es uno de los síntomas que presenta un alcohólico crónico después de la interrupción brusca de la ingesta prolongada de bebidas alcohólicas .